# 지방도 제575호선
지방도 제575호선은 충청북도 옥천군 청성면 묘금삼거리와 괴산군 청천면 청천삼거리를 잇는 충청북도의 지방도이다.
옥천군 안남면과 안내면의 면소재지를 관통하는 주요 간선 도로이기도 하다.

## 연혁
- 2001년 12월 28일 : 보은군 산외면 봉계리 ~ 장갑리 7.0 km 구간 개통[1]
- 2003년 2월 14일 : 노선 폐지 및 재지정[2]
- 2006년 10월 4일 : 옥천군 청성면 양저리 2.26 km 구간 확장 개통[3]
- 2008년 10월 2일 : 신기 ~ 원당간 도로 확포장공사에 의해 옥천군 청성면 양저리 ~ 고당리 2.251 km 구간 도로구역 변경[4]
- 2008년 12월 26일 : 지방도 도로구역 지정[5]
- 2011년 9월 2일 : 국도 제19호선 이설에 의한 중복 구간 조정[6]
- 2011년 9월 9일 : 양저 ~ 지수간 도로 확포장공사에 의해 옥천군 청성면 합금리 ~ 안남면 지수리 550m 구간을 4.26 km 구간으로 도로구역 변경[7]
- 2017년 5월 4일 : 양저 ~ 지수간 도로(하금마을 ~ 평촌삼거리, 옥천군 청성면 합금리 ~ 안남면 지수리) 4.26 km 구간 확장 개통, 기존 합금 교차로 ~ 지수 교차로(옥천군 청성면 합금리 ~ 안남면 지수리) 3.49 km 구간 폐지[8]

## 주요 경유지
- 옥천군
  - 청성면 묘금삼거리 - 묘금교 - 양저1교 - 양저2교 - 양저3교 - 양저4교 - 양저5교 - 양저6교 - 양저리 - 양저대교 - 고당리 - 합금리 - 합금교
  - 동이면 합금교 - 청마1 교차로 - 청마2 교차로 - 청마대교
  - 안남면 청마대교 - 지수 교차로 - 지수교 - 지수리 - 지수보건진료소 - 종미리 - 도덕리 - 연주교 - 안남배바우작은도서관 - 심청교 - 청정리 - 청정교 - 화학리
  - 안내면 인포리 - 안내중학교 - 인포 교차로 - 인포2 교차로 - 안내 교차로 - 신촌교 - 현리 - 현리교 - 도율리 - 도율삼거리 - 월외리 - 장판재
- 보은군
  - 수한면 장판재 - 장선리 - 장선삼거리 - 오정리 - 오정1교 - 동정리 - 동정삼거리 - 차정사거리 - 율산리
  - 내북면 하궁리 - 신궁리 - 상궁저수지 - 상궁보건진료소 - 상궁리 - 상궁교 - 용수삼거리 - 이원리 - 이원삼거리 - 두평리 - 서지리 - 봉계2 교차로
  - 산외면 봉계리 - 아시리 - 구티1교 - 구티사거리 - 구티재 (해발 280m) - 탁주리 - 원평삼거리 (- 장갑교 - 장갑삼거리) - 원평리 - 신원오교 - 가고리 - 가고삼거리
- 청주시
  - 상당구 미원면 금관리 - 금관교 - 미원초등학교 금관분교 - 금관교 - 금관숲삼거리 - 정발교
- 괴산군
  - 청천면 선평리 - 선평교 - 청천삼거리

## 중복 구간
- 옥천군 안내면 인포삼거리 ~ 현리삼거리 : 국도 제37호선과 중복
- 옥천군 안내면 현리삼거리 ~ 도율삼거리 : 지방도 제502호선과 중복
- 보은군 수한면 동정삼거리 ~ 차정사거리 : 국도 제25호선과 중복

## 도로명
- 옥천군 청성면 묘금삼거리 ~ 원당교 서단 : 양저로
- 옥천군 청성면 원당교 서단 ~ 합금리 : 합금로
- 옥천군 안남면 지수리 ~ 안내면 인포삼거리 : 안남로
- 옥천군 안내면 인포삼거리 ~ 현리삼거리 : 대청로
- 옥천군 안내면 현리삼거리 ~ 보은군 수한면 동정삼거리 : 안내수한로
- 보은군 수한면 동정삼거리 ~ 차정사거리 : 보청대로
- 보은군 수한면 차정사거리 ~ 내북면 용수삼거리 : 산척상궁로
- 보은군 내북면 용수삼거리 ~ 봉계2 교차로 : 남부로
- 보은군 내북면 봉계2 교차로 ~ 산외면 원평삼거리 : 산외로
- 보은군 산외면 원평삼거리 ~ 가고리 : 산외금관로
- 청주시 미원면 금관리 ~ 괴산군 청천면 청천삼거리 : 금관로